# مناضلو بانغسامورو الإسلاميين في سبيل الحرية
مناضلو بانغسامورو الإسلاميين في سبيل الحرية جبهة إسلامية في الفلبين تسعي لتحرير شعب مورو المسلم يتزعمها الحاج مراد إبراهيم الذي اختير لرئاسة الجبهة عقب وفاة زعيمها السابق سلامات هاشم عام 2003م. قامت الحركة متأثرة بمنهج وفكر الإخوان المسلمين على يد الشيخ سلامات هاشم بعد أن إنفصل عن جبهة تحرير مورو عام 1977 وكان سبب الانشقاق -حسب جبهة مورو الإسلامية- أن تيار الجبهة الوطنية بدأ يقترب من حكومة مانيلا ويتخلى عن المطلب الأساسي لشعب مورو وهو الاستقلال واكتفى بفكرة اقامة حكم ذاتي. وقد اعترفت منظمة المؤتمر الإسلامي بجبهة تحرير مورو الإسلامية ممثلا لمسلمي الفلبين .